# Reinhard Brühl
Reinhard Brühl (* 23. August 1924 in Chemnitz; † 2. Juli 2018 in Potsdam) war ein deutscher Militärhistoriker und Generalmajor der Nationalen Volksarmee.

## Leben
Als Sohn eines Heizungsmonteurs und Kupferschmiedes begann Reinhard Brühl nach dem Abschluss der 8. Klasse 1939 eine Lehre als Maschinenschlosser, die er jedoch im darauffolgenden Jahr abbrach. Im Zweiten Weltkrieg meldete er sich 1940 freiwillig bei einer Unteroffiziersvorschule und kam 1942 zur Wehrmacht. Dort hatte er es bereits als 20-Jähriger zum Leutnant der 129. Panzeraufklärungsabteilung an der deutsch-sowjetischen Front gebracht. Er geriet 1944 in sowjetische Kriegsgefangenschaft, wurde dort Mitglied des antifaschistischen Bundes Deutscher Offiziere und besuchte die Zentrale Antifa-Schule im Dorf Talizy.
1949 wurde er aus der Gefangenschaft entlassen. 1950 wurde Brühl Mitglied der SED und trat am 1. Januar 1950 in die Deutsche Volkspolizei (VP) ein, wo er als Lehrer an den VP-Schulen in Torgau und Treptow und als Politoffizier bis 1958 tätig war. An der Karl-Marx-Universität Leipzig wurde er zum Dr. phil. promoviert. Er führte ab 1959 den Lehrstuhl für die Geschichte der deutschen Arbeiterbewegung an der Militärakademie in Dresden. Von Dezember 1961 bis August 1989 war er Direktor des Militärgeschichtlichen Institutes der DDR in Potsdam. Er wurde von Paul Heider in diesem Amt abgelöst.
Brühl war Vorsitzender der Kommission für Militärgeschichte der DDR und vertrat diese ab 1973 in der Internationalen Kommission für Militärgeschichte (CIHM). Von 1978 bis 1989 war er Mitglied des Bibliographischen Komitees der CIHM und von 1985 bis 1990 einer der Vizepräsidenten der CIHM.
Am 7. Oktober 1979 wurde er zum Generalmajor der NVA ernannt. Reinhard Brühl erwarb seine akademischen Grade im Fernstudium. Reinhard Brühl war Doktor der Philosophie und Diplom-Geschichts-Wissenschaftler.  Ende 1989 gehörte Brühl zu den Erstunterzeichnern des Aufrufs „Für unser Land“ für eine DDR als „sozialistische Alternative zur Bundesrepublik“.
Reinhard Brühl war der letzte ehemalige Wehrmachtsoffizier im NVA-Generalsrang. Er beendete im Sommer 1989 den aktiven Dienst.
Nach der Wende und friedlichen Revolution war Reinhard Brühl, der in Potsdam-Babelsberg wohnte, Gründungsmitglied der Rosa-Luxemburg-Stiftung Brandenburg.
Brühl starb im Alter von 93 Jahren.

## Auszeichnungen
- 1972 Friedrich-Engels-Preis
- 1982 Vaterländischer Verdienstorden in Bronze
- 1986 Nationalpreis der DDR II. Klasse für Wissenschaft und Technik
- Kampforden „Für Verdienste um Volk und Vaterland“ in Gold

## Schriften
- Wörterbuch zur deutschen Militärgeschichte. 4 Bände. Militärverlag der Deutschen Demokratischen Republik, Berlin 1985–1987, ISBN 3-327-00239-8.
- Armee für Frieden und Sozialismus – Geschichte der NVA der DDR. Militärverlag der DDR, 1984/87, ISBN 3-327-00459-5.
- Militärgeschichte und Kriegspolitik. Militärverlag der DDR, 1973, DNB 730202089.
- NATO-Staaten und militärische Konflikte: militärhistorischer Abriss. Militärverlag der Deutschen Demokratischen Republik, 1988, ISBN 3-327-00709-8.
- Clausewitz und die Sicherheit Preußens und Deutschlands (2. Werkstattgespräch). In: Clausewitz- und Engels-Forschung im Blick auf eine europäische Strategie- und Militärwissenschaft für die neunziger Jahre (Werkstattgespräche). (Hrsg.) Dresdener Studiengemeinschaft Sicherheitspolitik (DSS) e. V: DSS-Arbeitspapiere, Dresden 1990, Heft 4, S. 104–115. urn:nbn:de:bsz:14-qucosa2-351134
- mit Lothar Schröter (Hrsg.): 50 Jahre NATO: Bilanz und Perspektiven. GNN-Verlag, Schkeuditz 2000, ISBN 3-89819-031-5.
- mit Lothar Schröter (Hrsg.): Stahlhelm, Blauhelm, Friedenstaube: Friedenssicherung am Beginn des 21. Jahrhunderts. GNN-Verlag, Schkeuditz 2001, ISBN 3-89819-063-3.
- Die Hoffnung bleibt: Erinnerungen eines Militärhistorikers. Knotenpunkt Verlag, Potsdam 2018, ISBN 978-3-939090-28-1.